# Zentrum Cyber-Operationen

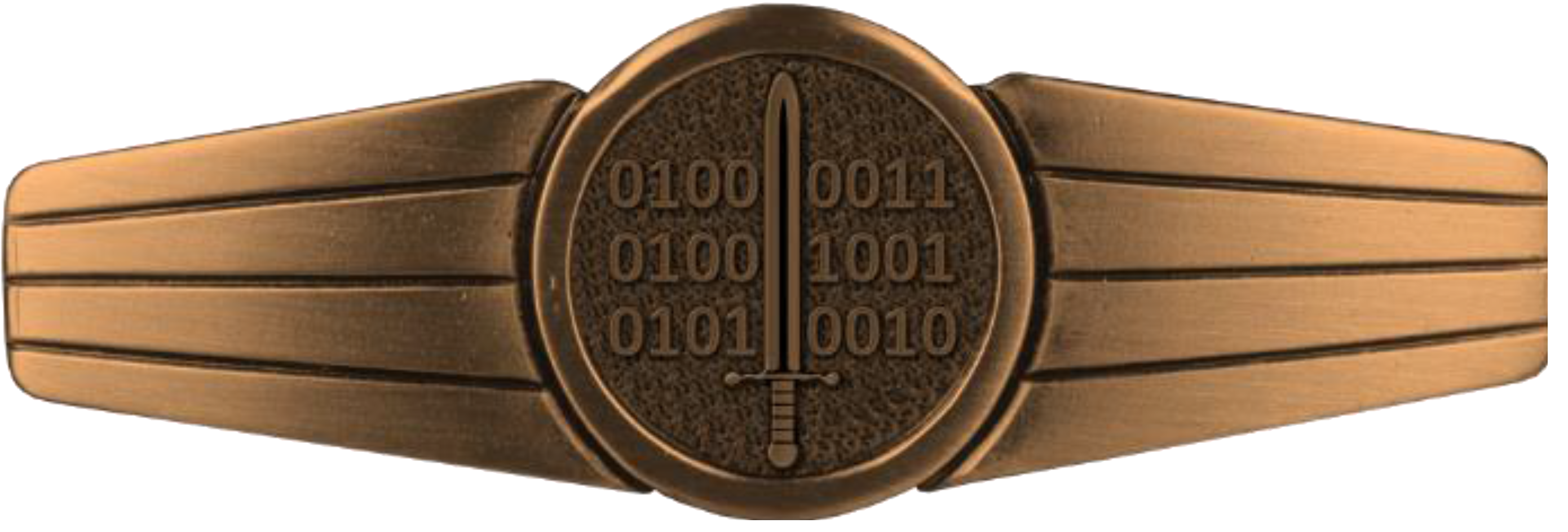
Tätigkeitsabzeichen Cyber-Operationen-Fachpersonal

Das Zentrum Cyber-Operationen (ZCO) ist eine unmittelbar dem Kommando Strategische Aufklärung unterstellte Dienststelle im militärischen Organisationsbereich Cyber- und Informationsraum der Bundeswehr. In ihm sind die Fähigkeiten zur Vorbereitung und Durchführung von militärischen Cyber-Operationen gebündelt. Das Zentrum befindet sich in der Tomburg-Kaserne im nordrhein-westfälischen Rheinbach.

## Auftrag
Auftrag des Zentrum Cyber-Operationen ist die Planung, Vorbereitung und Führung von offensiven und defensiven Cyber-Operationen im Rahmen der Landes- und Bündnisverteidigung und zur Unterstützung der Auslandseinsätze der Bundeswehr aus ortsfesten Einrichtungen und mit mobilen Systemen. Das Zentrum liefert durch sogenanntes „Red-Teaming“, bei dem ein unerlaubtes Eindringen simuliert wird, Beiträge zum Schutz eigener IT-Systeme, um deren Resilienz zu erhöhen. Durch die Fähigkeiten des Zentrums Cyber-Operationen werden der militärischen und politischen Führung zusätzliche, weniger eingriffsintensive Handlungsmöglichkeiten gegeben, um auf Krisenlagen angemessen zu reagieren.

## Führung
| Nr. | Name                         | von           | bis           |
| --- | ---------------------------- | ------------- | ------------- |
| 1   | Oberst Christian Pawlik      | 1. Apr. 2018  | 31. März 2023 |
| 2   | Oberst Oliver Esdar          | 1. Apr. 2023  | 11. Apr. 2025 |
| 3   | Kapitän zur See Sven Janssen | 12. Apr. 2025 |               |

## Geschichte
Das Zentrum Cyber-Operationen ist aus der Gruppe Computernetzwerkoperationen (CNO) im Kommando Strategische Aufklärung hervorgegangen. Es wurde mit Wirkung vom 1. April 2018 im Rahmen eines feierlichen Appells durch den damaligen Kommandeur des Kommando Strategische Aufklärung, Generalmajor Axel Binder, in Dienst gestellt. Erster Kommandeur des Zentrums Cyber-Operationen war Oberst Christian Pawlik.
Der Vorgänger, die Gruppe Computernetzwerkoperationen, führte im Herbst 2015 in Afghanistan eine offiziell nicht bestätigte Cyberattacke auf das Mobilfunknetz durch, wodurch Standortdaten von Entführern einer deutschen Staatsangehörigen gewonnen werden konnten.